# Wildcard-сертификат
Wildcard-сертификат — сертификат открытого ключа, который может использоваться с несколькими подобластями домена.

## Применение
Используется в основном для защиты веб-сайтов с помощью HTTPS, но также есть приложения во многих других областях. По сравнению с обычными сертификатами он может быть более дешёвым и удобным, чем сертификат для каждого отдельного домена.
Например, один сертификат для *.example.com обеспечит домены payment.example.com, contact.example.com, login-secure.example.com, www.example.com и т. д.
Одними из наиболее крупных поставщиков сертификатов являются:
- Comodo (PositiveSSL Wildcard, Essential Wildcard SSL, Premium Wildcard SSL, SSL Wildcard);
- Thawte (SSL 123 Wildcard, Wildcard SSL Certificate);
- Symantec (Secure Site Wildcard);
- Let’s Encrypt (Secure Site Wildcard);
- GeoTrust[англ.] (QuickSSL Premium Wildcard, TrueBusinessID Wildcard);
- RapidSSL[англ.] (WildcardSSL).
- GlobalSign[англ.] (WildcardSSL).

## Ограничения
Поддерживается только один уровень поддоменов. Также невозможно получить шаблон для  сертификата расширенной валидации.